# Fachbibliothek
Fachbibliotheken oder Spezialbibliotheken sind Bibliotheken, die sich in ihrem Sammelschwerpunkt im Gegensatz zu Universalbibliotheken auf ein Fachgebiet spezialisiert haben. Fachbibliotheken sind in der Regel Teile einer anderen Einrichtung, beispielsweise eines Forschungsinstitutes, eines privaten Unternehmens, eines Museums, Archives oder einer größeren Bibliothek. Sie werden deshalb auch als interne Dienstleistungseinrichtungen bezeichnet, deren Dienstleistung im Beschaffen und Verwalten von Informationen in einem Unternehmen in der Wirtschaft oder in einer Forschungseinrichtung liegt.

## Struktur und Aufgaben
Fachbibliotheken gibt es nur im Bereich der Wissenschaftlichen Bibliotheken. Gleichzeitig sind die meisten wissenschaftlichen Bibliotheken auch Fachbibliotheken, da die Aufgabe der Sammlung aller Fachgebiete nicht mehr von einer Institution erfüllt werden kann. Im Gegensatz dazu besitzen Öffentliche Bibliotheken in der Regel einen allgemeineren Bestand mit einem Schwerpunkt auf die Belletristik. Nur in Einzelfällen besitzen Öffentliche Bibliothek auch spezialisierte Sondersammlungen.
Die Bibliothek ist als Abteilung, Dezernat, Fachgebiet oder Stabsstelle innerhalb der übergeordneten Trägerinstitution organisiert und in aller Konsequenz, d. h. von der Aufgabenbestimmung, Finanzierung bis zur Existenzfrage an die Mutterorganisation gebunden. Dabei sind Bibliotheken selbst als Trägerorganisation ausgenommen.
Während in anderen Ländern noch die Nationalbibliothek diese Aufgabe erfüllen kann, existiert in Deutschland neben der Deutschen Nationalbibliothek (DNB) eine verteilte Nationalbibliothek, bestehend aus der Sammlung Deutscher Drucke und den Sondersammelgebieten, die eine Aufteilung nach fachlichen Sammlungsschwerpunkten vereinbaren.

## Sachbibliotheken: Kleine Schwester der Fachbibliotheken
Von den wissenschaftlichen Fachbibliotheken zu unterscheiden sind die Sachbibliotheken, die ebenso keine Belletristik, sondern allgemein verständliche Sachbücher und nur teilweise akademische Fachbücher sammeln. Ihre Buchbestände sind oft frei zugänglich, von den kleineren Präsenzbeständen abgesehen. Eine Sachbibliothek kann aber auch Funktionen erfüllen wie etwa die einer Redaktionsbibliothek, einer christlichen Bibliothek oder etwa einer Firmen- und Betriebsbibliothek.
Eine Sachbibliothek kann sich aber auch bewusst an einen eingeschränkten Nutzerkreis richten. In diesem Fall wird sie von außen eher als Spezialbibliothek wahrgenommen. Dies ist der Fall, wenn die Benutzer durch eine Bibliotheksregel bewusst eingeschränkt werden, zum Beispiel auf Inhaber einer bestimmten beruflichen Qualifikation, auf Mitglieder in einem Sachbuch-Lesezirkel oder auf Angehörige einer bestimmten Überzeugungsfamilie, die als Vorbedingung für eine Buchausleihe etwa die Pflicht haben, eine bestimmte Zeitschrift zu abonnieren.

## Virtuelle Bibliothek
Mit der zunehmenden Vernetzung und fehlenden finanziellen Mitteln werden Fachbibliotheken verstärkt als so genannte Virtuelle Fachbibliotheken im Internet zusammengefasst, die als Portal für ein Fachgebiet dienen. Die Grenzen zwischen Fachbibliotheken und Fachinformationszentren oder anderen Dokumentationseinrichtungen sind fließend. Eine Bibliothek dient jedoch in erster Linie der Erfassung von im Buchhandel erschienener Literatur. Sogenannte Graue Literatur (Magisterarbeiten, Briefe etc.) wird nur sporadisch gesammelt.

## Zielgruppe
Spezialbibliotheken bedienen eine sehr unterschiedliche Klientel, die stets in Beziehung zur Trägerorganisation steht. Viele Spezialbibliotheken, vor allem Unternehmensbibliotheken, sind ausschließlich den Mitarbeitern des Unternehmens zugänglich. Außenstehende können die Bibliothek nur in Ausnahmefällen auf besonderen Antrag nutzen.
Andere Spezialbibliotheken, vor allem an aus öffentlichen Mitteln finanzierten Einrichtungen, wie z. B. Parlaments- oder auch Museumsbibliotheken, sind zwar vorrangig für die primäre Zielgruppe, die Mitarbeiter der Trägerinstitution, tätig, stehen daneben aber auch der interessierten Öffentlichkeit zur eingeschränkten Nutzung zur Verfügung.

## Dienstleistungsabteilung
Innerhalb der Institution nimmt die Spezialbibliothek den Status einer Dienstleistungsabteilung ein. Der Auftrag ist ausgerichtet an den Aufgaben und Zielen der Institution. Die Bibliothek trägt mittels bedarfsorientierter Informationsversorgung für die Mitarbeiter bei ihren täglichen Aufgaben und Projekten zum Erfolg der Organisation bei. Der Begriff der Dienstleistungsabteilung bringt zum Ausdruck, dass die Spezialbibliothek auf der Basis betriebswirtschaftlicher Grundlagen plant und handelt.

## Informationsversorgung
Im Sinne der Kundenorientierung ist die Spezialbibliothek zentrale Anlaufstelle für alle Informationsanfragen der Kunden, die unter Nutzung in- und externer Quellen aus allen Dokument- und Medienarten beantwortet werden. Zunehmend entwickeln sich viele Spezialbibliotheken zu aktiven Informationsdienstleistern und bieten nach genauer Ermittlung des Informationsbedarfs ihrer Kunden maßgeschneiderte Informationsprodukte an. Zur Zielerreichung werden gleichermaßen bibliothekarische wie dokumentarische Kenntnisse, Arbeitsweisen und Methoden eingesetzt. Damit weisen Spezialbibliotheken einen hohen Grad an Integration der Bereiche Bibliothek und Dokumentation auf. Spezialbibliotheken sind damit stärker kunden- und informationsorientiert als bestandsorientiert. Die Funktion verschiebt sich deutlich von der bloßen Verwaltung von Medienbeständen in Richtung der aktiven Informationsvermittlung der Informationsberatung und des Informationsmanagements.

## Spezialisierung
Die Spezialisierung beim Bestandsaufbau bedeutet meist eine Begrenzung auf eine Wissenschaftsdisziplin, ein Fachgebiet, eine Branche, ein Thema oder einen interdisziplinären Wissenschaftsausschnitt. 
Selten wird ein Fachgebiet in seiner ganzen Breite gesammelt, häufiger werden einzelne Forschungsbereiche in besonderer Tiefe gepflegt. Da sich das Bestandsmanagement der Spezialbibliothek grundsätzlich an der zukünftigen Arbeit der Institution ausrichtet, werden Themen abgeschlossener Projekte nicht länger verfolgt.
In anderen Fällen führt die Interdisziplinarität eines Forschungsprojektes oder die Aufgabe einer Institution auch zum Aufbau eines interdisziplinären, in Einzelfällen sogar universellen Bestandes.

## Typen

### Nach Fachgebiet

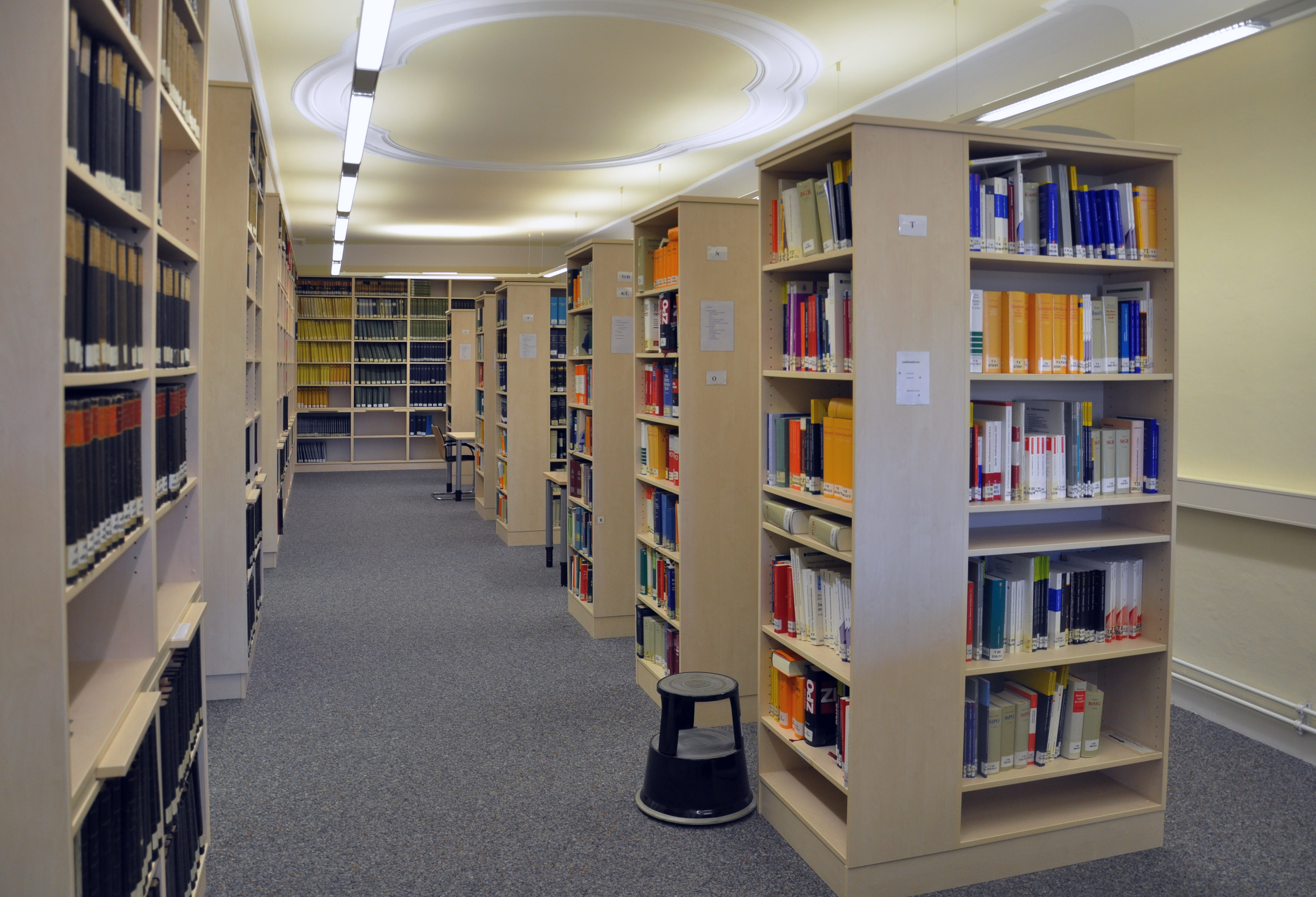
Gerichtsbibliothek des Landgerichts Ravensburg

- Zu den naturwissenschaftlich-technischen Spezialbibliotheken gehören vor allem die chemischen und technischen Bibliotheken in Unternehmen, technischen Vereinen und Verbänden, an Forschungsinstitutionen (wie der Max-Planck- und Fraunhofer-Gesellschaft) an Forschungszentren und an Bundesanstalten.
- Zur Gruppe der medizinischen Bibliotheken gehören Bibliotheken, die an Forschungsinstituten, medizinischen Hochschulen, in Unternehmen der Pharma-Branche und in Krankenhäusern angesiedelt sind.
- Umweltbibliotheken als interdisziplinärer Bibliothekstyp umfassen Bibliotheken der unterschiedlichsten Institutionen zum Thema Umwelt: Behördenbibliotheken (z. B. die Bibliotheken des Umweltbundesamtes und der Umweltministerien) bis zu den Bibliotheken an Forschungsinstituten und Bürgerinitiativen.
- Geistes- und sozialwissenschaftliche Spezialbibliotheken
- Juristische Spezialbibliotheken (an Fakultäten Juristisches Seminar genannt) umfassen die Parlaments- und Behördenbibliotheken, Gerichtsbibliotheken, Bibliotheken an juristischen Forschungsinstituten, in Anwaltskanzleien und juristische Bibliotheken in großen Unternehmen.
- Zu den Kunstbibliotheken zählen im engeren Sinne die Bibliotheken in Kunstmuseen, Kunstvereinen, Kunsthochschulen und -akademien sowie kunstwissenschaftlichen Forschungsinstituten. Auch in der Wirtschaft existieren kleine Kunstbibliotheken im Bereich von Werbung und Design, in Architekturbüros, Auktionshäusern und Galerien.
- Musikbibliotheken befinden sich an speziellen Musikhochschulen oder als Fachbereichsbibliotheken an allgemeinen Hochschulen, an musikwissenschaftlichen Instituten, Musikschulen, Opern, Orchestern, Chören, Tonträgerunternehmen, Rundfunk- und Fernsehanstalten.
- Zu den pädagogischen Bibliotheken zählen Bibliotheken an den Lehrerfortbildungsinstituten der Bundesländer, an pädagogischen Instituten.
- Sozialwissenschaftliche Bibliotheken existieren an sozialwissenschaftlichen Forschungsinstituten oder werden getragen von Stiftungen, Gewerkschaften und Parteien.
- Theologische Bibliotheken sind oft Teil einer Hochschulbibliothek, etwa als Bibliothek des theologischen Seminars, haben aber auch als Kloster-Bibliotheken eine reiche Tradition. Ferner gehören kirchliche, interkirchliche oder christliche Basis- und Vereinsbibliotheken dazu sowie Bibliotheken von klassischen oder kirchlichen Stiftungen mit christlichem Allgemeinbildungs- oder kirchlich-akademischem Bildungszweck, sowie andere, unabhängige Bibliotheken, deren Bestände zur Theologie, Kirchengeschichte, Liturgie, Ethik, Mission usw. überwiegen.
- Der Begriff Wirtschaftsbibliotheken ist wenig verbreitet, wird aber in Ermangelung einer anderen geeigneten Bezeichnung verwendet. Dazu werden gezählt: Industrie- und Unternehmensbibliotheken von Unternehmen wie Banken, Krankenkassen, Unternehmensberatungen, Versicherungen usw., Bibliotheken an Organisationen der Wirtschaft (soweit wirtschaftswissenschaftliche Bestände dominieren), an wirtschaftlichen Forschungsinstituten und Wirtschaftsakademien.

### Nach Trägerinstitution
- Parlaments- und Behördenbibliotheken
- Bibliotheken an Bundesanstalten und an staatlichen Forschungsanstalten
- Bibliotheken der Bundeswehr
- Gerichtsbibliotheken
- Bibliotheken an Kammern
- Bibliotheken an Forschungsinstitutionen
- Bibliotheken von Parteien, Stiftungen, Vereinen und Verbänden
- Bibliotheken an Medieneinrichtungen und Rundfunkanstalten
- Museumsbibliotheken
- Kirchenbibliotheken
- Unternehmensbibliotheken
- Bibliotheken an internationalen Organisationen

### Nach Herkunftsland
In einigen Fällen bieten Vereine oder Privatpersonen Bücher zur Ausleihe an, die aus einem bestimmten Herstellungsgebiet stammen, wie z. B. die über 8.000 Titel umfassende Bibliothek mit Druckwerken aus der SBZ und der aus ihr hervorgegangenen DDR:
- DDR-Bücherei Taubach[1]